# Kunyet Mule
Kunyet Mule is een bestuurslaag in het regentschap Aceh Utara van de provincie Atjeh, Indonesië. Kunyet Mule telt 418 inwoners (volkstelling 2010).